# Pentanisia arenaria
Pentanisia arenaria är en måreväxtart som först beskrevs av William Philip Hiern, och fick sitt nu gällande namn av Bernard Verdcourt. Pentanisia arenaria ingår i släktet Pentanisia och familjen måreväxter. Inga underarter finns listade i Catalogue of Life.